# Conamblys auratus
Conamblys auratus là một loài bọ cánh cứng trong họ Cerambycidae.